# Miss Banana
Miss Banana (род. 11 марта 1995) — шведская порноактриса. Является порноактрисой второй недели ноября на Pornhub.

## Ранняя жизнь
Miss Banana родилась 21 марта 1995 года в Швеции.

## Личная жизнь
В обсуждениях на Reddit актриса призналась, что потеряла девственность в 14 лет.
У актрисы имеется парень с которым она познакомилась ещё в школе и с которым снимает видео.
Хобби девушки является макияж и видеоигры.
Девушка также призналась что соблюдает диету и принимает витамины, как и её парень.

## Карьера
Карьера порноактрисы началась в 21 год. Ранее делала фото эротического характера вместе с парнем для себя, после перешла на видео. Первое видео было опубликовано в декабре 2016 года. В отличие от многих порноактрис, практически все видео девушки снимаются на дому. На март 2023 года актриса на своём PornHub канале имеет более 700 тыс. подписчиков, самый просматриваемый ролик имеет более 58 миллионов просмотров, на XVideos этот же ролик имеет более 6 миллионов просмотров.

## Награды и номинации
| Год  | Награда        | Результат | Категория                                                 |
| ---- | -------------- | --------- | --------------------------------------------------------- |
| 2018 | Pornhub Awards | Победа    | Королева минета — лучшая исполнительница минета           |
| 2018 | Pornhub Awards | Номинация | Лучшая исполнительница от первого лица                    |
| 2018 | Pornhub Awards | Номинация | Самая популярная верифицированная профессиональная модель |
| 2019 | Pornhub Awards | Номинация | Королева минета — лучшая исполнительница минета           |